# Moby Dick (1930)
Moby Dick is een Amerikaanse avonturenfilm uit 1930 onder regie van Lloyd Bacon. Het scenario is losjes gebaseerd op de gelijknamige roman uit 1851 van de Amerikaanse auteur Herman Melville.

## Verhaal
Kapitein Ahab van het schip de Pequod is op zoek naar de witte walvis Moby Dick, die hem bij een vorige ontmoeting bijna heeft gedood. Aan het gevecht met de walvis heeft hij een beenprothese overgehouden. Tijdens de reis verliest de kapitein het vertrouwen van de bemanning. In New Bedford wordt hij verliefd op de dochter van een predikant.